# Nazionale maschile di beach soccer delle Isole Cook
La nazionale di beach soccer delle Isole Cook rappresenta le Isole Cook nelle competizioni internazionali di beach soccer.

## Rosa
Aggiornata a settembre 2006.
| N. |                       | Ruolo | Calciatore        |
| -- | --------------------- | ----- | ----------------- |
| 1  | Isole Cook (bandiera) |       | Rouruoaroa Une    |
| 2  | Isole Cook (bandiera) |       | John Pareanga     |
| 3  | Isole Cook (bandiera) |       | Eugene Tattuava   |
| 4  | Isole Cook (bandiera) |       | Grover Harmon     |
| 5  | Isole Cook (bandiera) |       | Teariki Mateariki |

| N. |                       | Ruolo | Calciatore     |
| -- | --------------------- | ----- | -------------- |
| 6  | Isole Cook (bandiera) |       | Paavo Mustonen |
| 7  | Isole Cook (bandiera) |       | Ruatoto Henry  |
| 8  | Isole Cook (bandiera) |       | Eddie Brogan   |
| 9  | Isole Cook (bandiera) |       | Tereapii       |
| 11 | Isole Cook (bandiera) |       | Anonga Tisam   |